# Черкасов, Александр Львович
Алекса́ндр Льво́вич Черка́сов (1796—1856) — псковский губернатор в 1846—1856. Прадед поэта Александра Блока.

## Биография
Родился 16 (27) августа 1796 года. Происходил из дворян Новгородской губернии.
Служил в Сибири, потом был назначен губернатором в Пскове и занимал эту должность более 10 лет — до своей смерти.
Построил первый в Пскове чугунолитейный завод. В 1848 году эффективно боролся с эпидемией холеры. Заложил Кутузовский сад, который сохранился до сих пор. Построил мост через реку Пскову.
Действительный статский советник. Пожалован орденами Святой Анны 1-й степени, Святого Станислава 1-й степени, Святого Владимира 4-й степени.
Умер 16 (28) сентября 1856 года. Похоронен в Пскове в Иоанно-Предтеченском женском монастыре, за алтарём соборной церкви.

## Семья
Был женат на Ариадне Ивановне Тетюевой (1806—1867). Их дети:
- дочь Ариадна (25.09.1832—03.01.1900) вышла замуж за псковского юриста и предводителя дворянства Гдовского уезда Льва Александровича Блока (1823—1883);
- сын Лев (25.03.1839—23.07.1853)[2]

Здание, в котором жили Черкасовы, получило название «Дом губернатора» и является историческим памятником. С 1944 по 1966 в нем располагалась областная библиотека. В настоящее время там находится областная детско-юношеская библиотека им. В. А. Каверина. Современный адрес: Октябрьский проспект, дом 7а.